# منبع (زیست‌شناسی)
در زیست‌شناسی و بوم‌شناسی، منبع (Resource) یک ماده یا شی در محیط است که توسط یک موجود زنده برای رشد، نگهداری و تولیدمثل طبیعی مورد نیاز است. منابع می‌توانند توسط یک موجود زنده مصرف شوند و در نتیجه برای موجودی دیگر از دسترس خارج شوند. برای گیاهان منابع کلیدی نور، مواد مغذی، آب و محل رشد است. برای جانوران منابع اصلی غذا، آب و قلمرو هستند.